# Alberto Rodríguez (zapaśnik)
Alberto Rodríguez Hernández (ur. 9 października 1964) – kubański zapaśnik w stylu wolnym. Olimpijczyk z Atlanty 1996, gdzie zajął 11. miejsce w wadze do 74 kg.
Sześciokrotny uczestnik Mistrzostw Świata, brązowy medalista w 1993 i 1995 roku. Dwukrotny medalista Igrzysk Panamerykańskich, złoty w 1995 roku. Pierwszy na Mistrzostwach Panamerykańskich w 1988. Triumfator Igrzysk Ameryki Środkowej i Karaibów w 1990 i 1993 roku. Mistrz Ameryki Centralnej w 1990 roku. Pierwszy w Pucharze Świata w 1988; trzeci w 1989 i 1993 roku.